# Xu Xian
Xu Xian é uma figura semimitológica e um estudioso (em algumas versões, é representado como um médico). Ele é o personagem principal da Lenda da Serpente Branca, um dos quatro maiores contos populares da China, sendo adaptado diversas vezes, inclusive para óperas, filmes, séries de televisão e outras mídias chinesas.

## Lenda

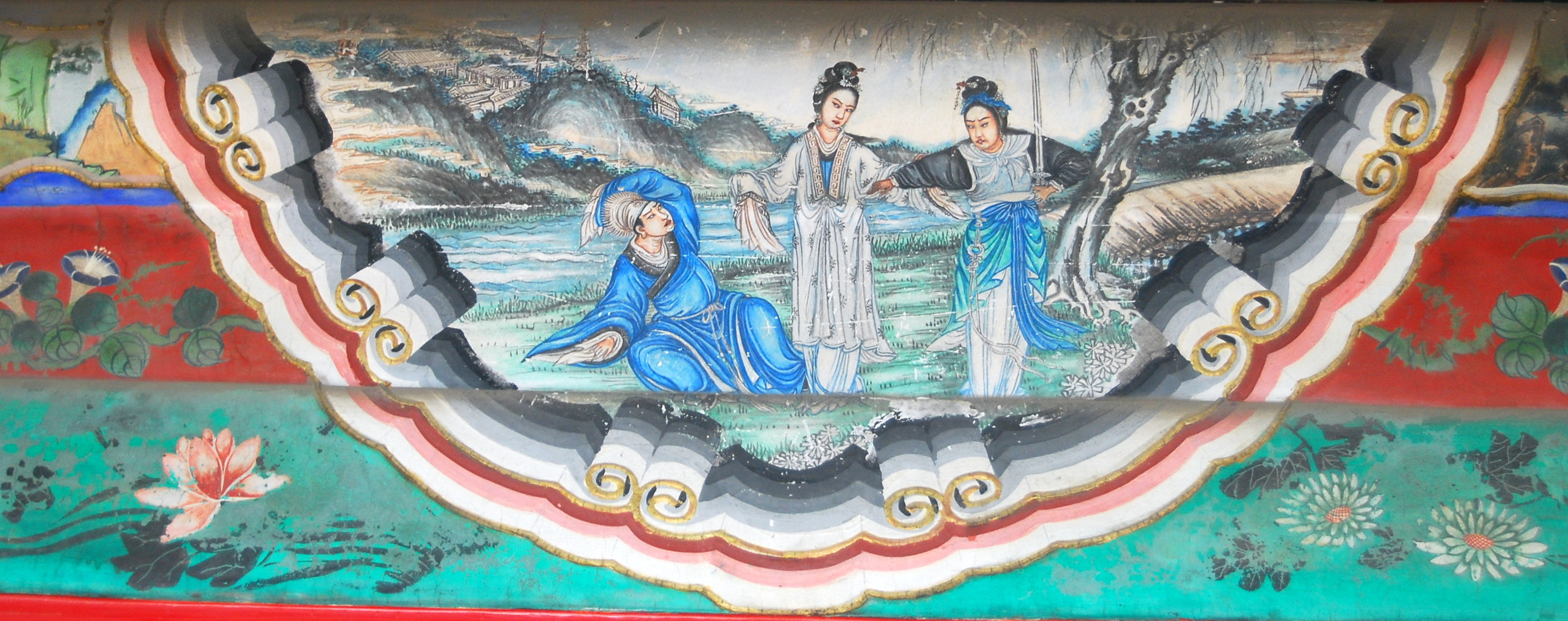
Imagem do Palácio de Verão, Pequim, China, representando a lenda.

Algumas lendas dizem que Xu Xian e Bai Suzhen eram na verdade imortais que se apaixonaram e foram banidos do Céu porque as leis celestiais proibiam seu romance. Eles reencarnam como um ser humano  e um espírito de cobra branca, respectivamente, e sua história começa.
Durante o Festival Qingming, ele coincidentemente conhece Bai Suzhen na Ponte Quebrada e, mais tarde, se casa com ela. No entanto, sua felicidade dura pouco, quando um abade budista Fahai descobre sua verdadeira origem e expõe Bai Suzhen como uma cobra. Xu Xian mortificado ao descobrir que sua esposa era, na verdade, uma cobra, morre de um ataque cardíaco.
Bai Suzhen encontra a cura para reviver Xu Xian no Monte Emei. Depois que ela traz seu marido de volta a vida, Xu Xian confessa que ainda a ama. Bai Suzhen luta por seu casamento e sua liberdade. Por fim, Fahai os rastreia, derrota Bai Suzhen e a aprisiona no Pagode Leifeng.

## Influência

### Cinema
| Ano  | Título                   | Ator        | Ref.              |
| ---- | ------------------------ | ----------- | ----------------- |
| 2011 | A Lenda do Mestre Chinês | Raymond Lam | [ 4 ] [ 5 ] [ 6 ] |

### Televisão
| Ano  | Título                           | Ator        | Ref.  |
| ---- | -------------------------------- | ----------- | ----- |
| 1992 | New Legend of Madame White Snake | Cecilia Yip | [ 7 ] |
| 2019 | A Lenda do Mestre Chinês         | Alan Yu     | [ 8 ] |